# Медовая
Медо́вая — останцовая магматическая (палеовулканическая) гора в Пятигорье, на Кавказских Минеральных Водах. Высота 725 м. Памятник природы.
Расположена на юго-западной окраине города Железноводска. Представляет собой скальный выступ бештаунитов размером 500×150 м, возвышающийся над подножьем на 120 м. Название связано с жёлтым цветом скал, испещрённых отверстиями, напоминающими пчелиные соты. Нарушена карьером, в котором для целей строительства в XX веке добывался бештаунит.
Нижняя часть склонов покрыта широколиственным лесом, входящим в Бештаугорский лесной массив.
На Медовой находится место древних поселений человека византийской эпохи.
В окрестностях горы Медовой были найдены останки древних поселений и захоронений относящихся к IV–II вв. до н. э. 
В 90х годах прошлого века, местными жителями начал раскапываться и разграбляться разрушенный курган, усилиями местных энтузиастов, часть археологических находок удалось спасти и разместить Железноводский краеведческий музей. 
В результате исследования был обнаружен семейный склеп знати, имеющих в иерархии местного общества самый высокий статус. Усыпальница имеет сложную погребальную конструкцию и большое количество ритуальных приношений.
Гора Медовая — одна из достопримечательностей Железноводска, часто посещаемая местными жителями и отдыхающими.
Является краевым комплексным (ландшафтным) памятником природы (Постановление бюро Ставропольского краевого комитета КПСС и исполкома краевого Совета депутатов трудящихся от 15.09.1961 г. № 676 «О мерах по охране природы в крае»).

## Галерея

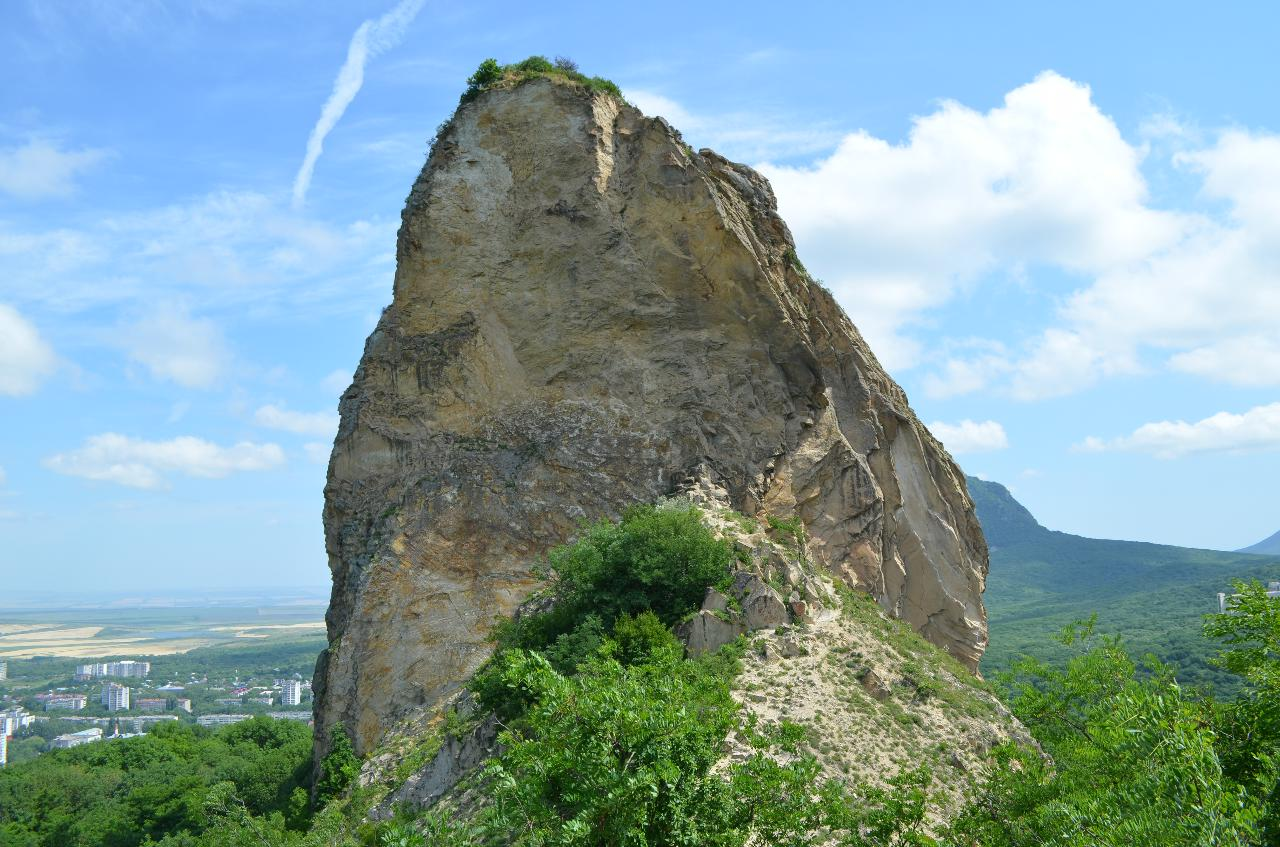
Вид на Медовую с юга
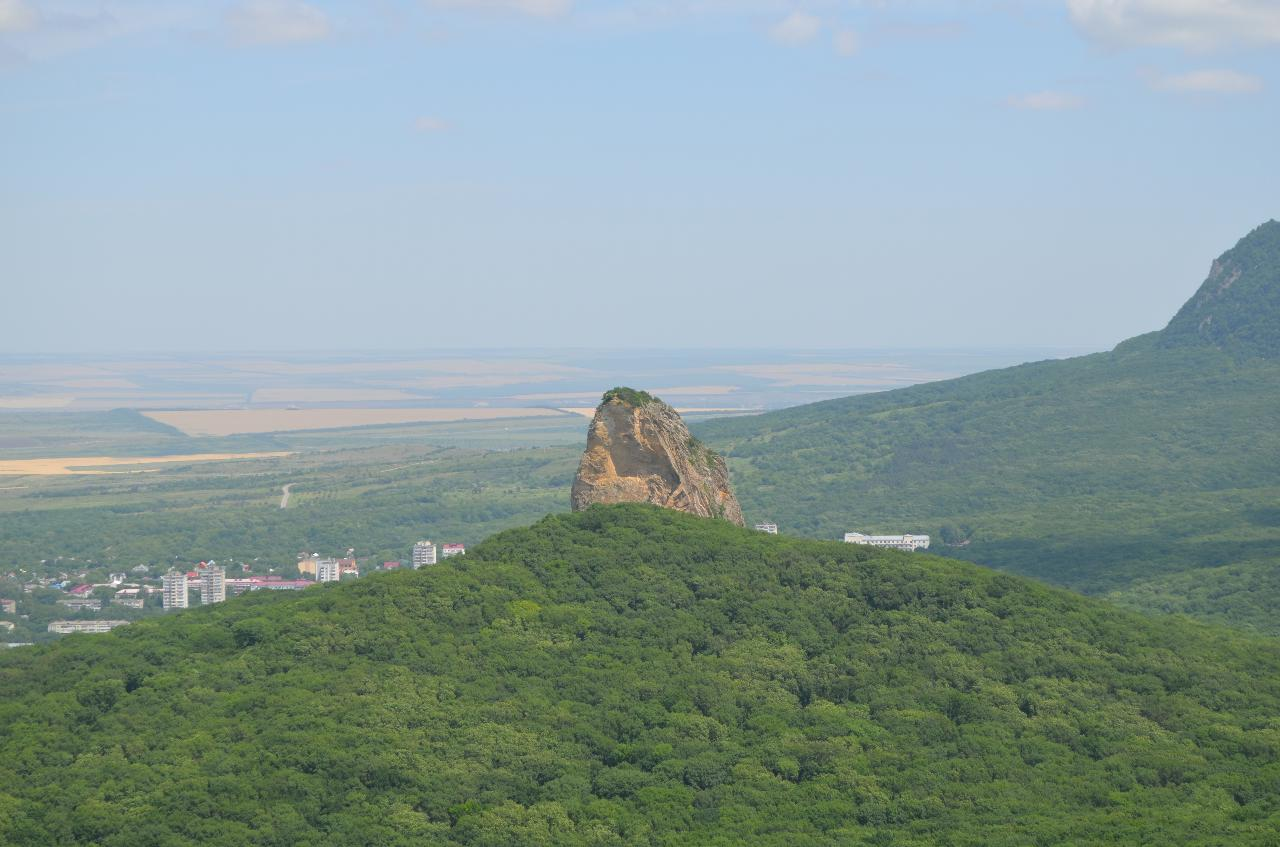
Вид на Медовую с горы Тупой
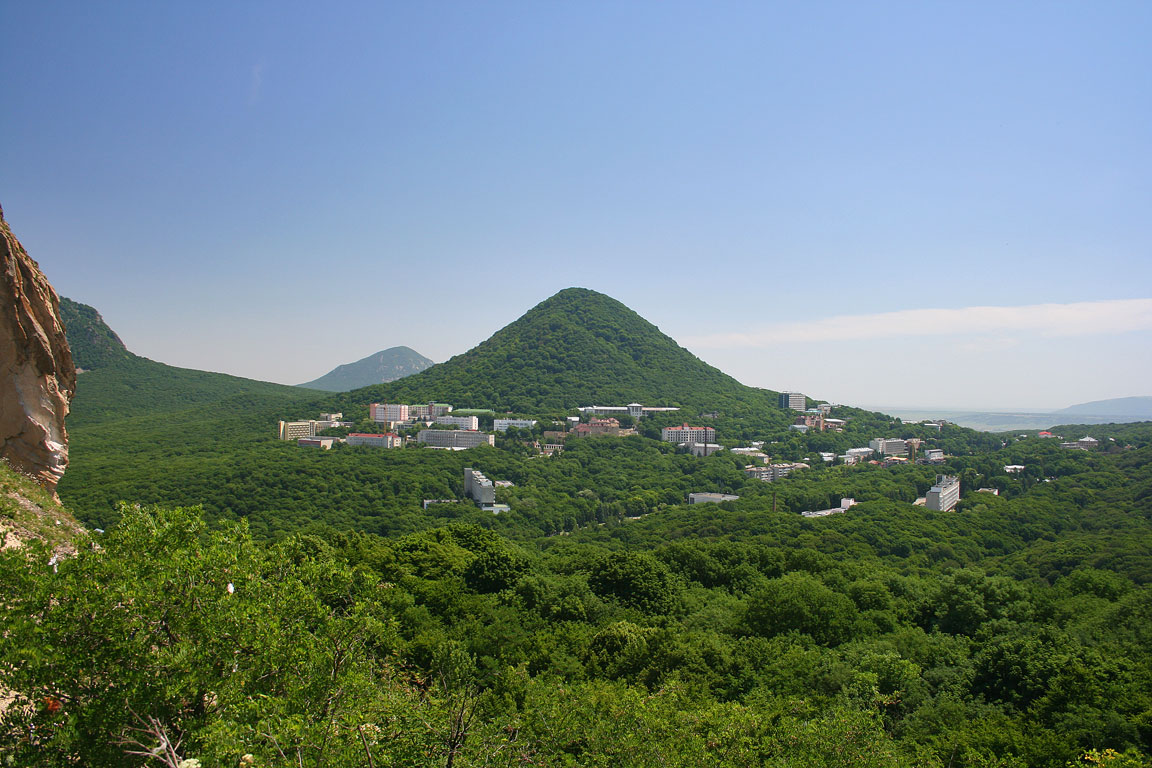
Вид с горы Медовой на курортную часть Железноводска
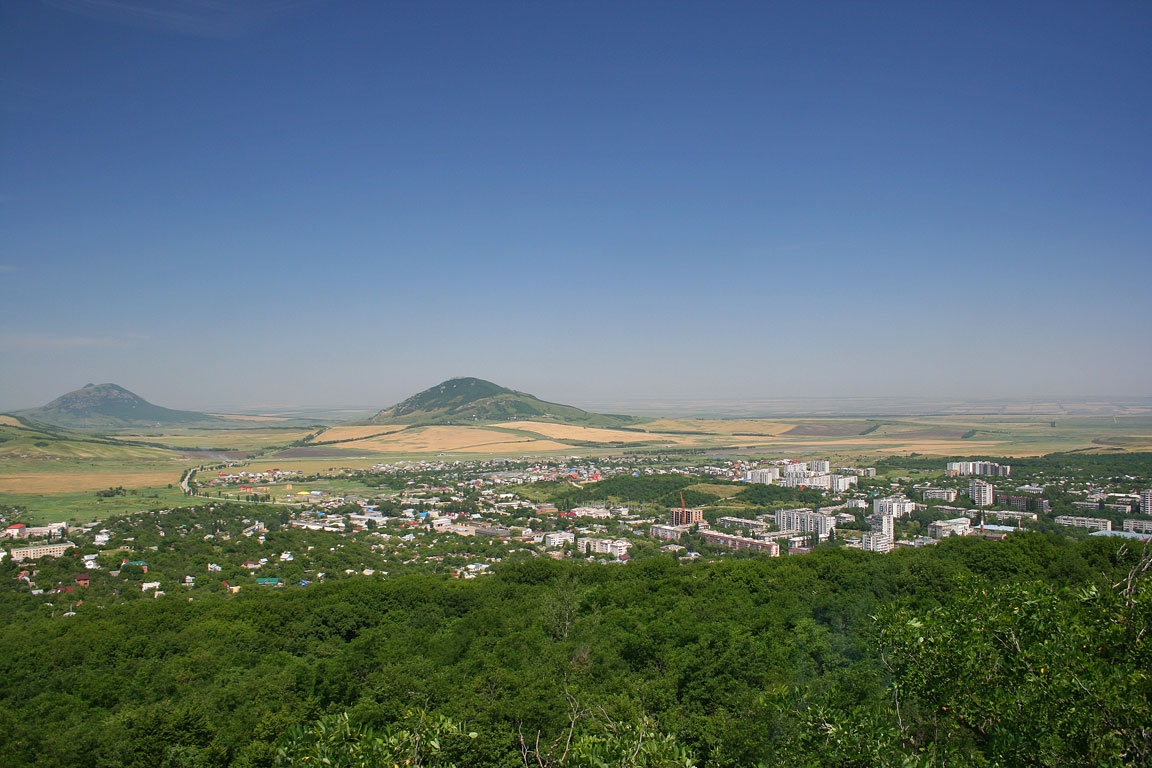
Вид с горы Медовой на микрорайон Западный